# Comuna Korostovîci, Halîci
Korostovîci (în ucraineană Коростовичі) este o comună în raionul Halîci, regiunea Ivano-Frankivsk, Ucraina, formată din satele Korostovîci (reședința) și Kuropatnîkî.

## Demografie
Componența lingvistică a comunei Korostovîci
     Ucraineană (100%)
Conform recensământului din 2001, toată populația comunei Korostovîci era vorbitoare de ucraineană (100%).